# ナタワット・フィンラー
ナタワット・フィンラー（英名：パトリック、中国語名：尹浩宇、2003年10月20日 - ）は、タイの歌手、俳優。中国の男性アイドルグループ・INTO1のメンバー。

## 来歴
ドイツ人とタイ人のハーフである。2020年9月に『ザ・ギフテッド・グラデュエーション』とドラマ『I'm Tee, Me Too』に出演する。
2021年には、 中国のテンセントビデオのオーディション番組『創造営2021』に出演し、最終順位9位となり、「INTO1」のメンバーとしてデビュー。

## 出演
- ザ・ギフテッド・グラデュエーション（2020年）
- I'm Tee, Me Too（2020年）
- 創造営2021（2021年）